# 日本エネ製作
日本エネ製作株式会社（にほんエネせいさく）は、神奈川県川崎市に本社を置き、再生エネルギー・環境事業を手掛ける企業。スターホールディングスの100%子会社。
かつてはスター為替証券（スターかわせしょうけん）の商号で、外国為替証拠金取引を業務を行なっていた証券会社であり、スターホールディングスグループ内の売上げの大半を占める中心的な会社であったが、現在は金融商品取引業を廃止している。

## 概要
設立当初は先物会社からスタートし、1999年（平成11年）に証券業務を開始。
その後、先物取引業と証券取引業から撤退。外国為替証拠金取引2商品(くりっく365, 為替24)と取引所株価指数証拠金取引1商品(くりっく株365)を取り扱うのみとなっていたが、2011年の大規模システム障害により業績が低迷。2012年12月に事業をインヴァスト証券へ譲渡し、2013年に金融商品取引業から撤退した。
その後はエネルギー事業を行う会社に業態転換した。

## 沿革
- 1970年（昭和45年）12月 - 愛知県名古屋市中区に双葉商事株式会社を設立。
- 1971年（昭和46年）4月 - 福岡県福岡市上川端町に本社を移転。
- 1985年（昭和60年）9月 - 東京メディクス株式会社に商号を変更。
- 1995年（平成7年）
  - 2月 - 福岡市博多区に本社を移転。
  - 5月 - 国際トレーディング株式会社に商号を変更。
- 1999年（平成11年）
  - 8月 - スターフューチャーズ証券株式会社に商号を変更。
  - 12月 - 福岡証券取引所に株式を上場。
- 2000年（平成12年）12月 - ナスダックジャパンに株式を上場。
- 2003年（平成15年）12月 - 伊藤忠フューチャーズ株式会社を子会社化し、スターアセット株式会社に商号を変更。
- 2004年（平成16年）
  - 1月 - マイルストン・アセットマネジメント株式会社に出資。
  - 8月 - スターインベスト株式会社を設立。
  - 12月1日 - スターフューチャーズ証券の株式移転によりスターホールディングス株式会社を設立。同時に大阪証券取引所ヘラクレス（現・JASDAQ）に株式を上場。
- 2005年（平成17年）
  - 10月 - スターフューチャーズ証券とスターアセットが合併し、スターアセット証券株式会社となる。
  - 11月 - 株式会社星河及び陽光株式会社との合弁会社のスリースターインベストメント株式会社を設立。
- 2007年（平成19年）
  - 4月 - スター為替株式会社を設立。
  - 7月 - カーボンニュートラル株式会社（現・グリーン環境株式会社）を設立。
- 2008年（平成20年）
  - 1月 - マイルストンアセットマネジメント株式会社の保有全株式を譲渡。
  - 12月 - スリースターインベストメント株式会社の保有全株式を譲渡。
- 2009年（平成21年）10月 - スターアセット証券株式会社とスター為替株式会社の合併し、スター為替証券株式会社に商号を変更。
- 2010年（平成22年）3月 - 商品取引受託業務を廃止。
- 2011年（平成23年）3月 - 福岡支社閉鎖。
- 2012年（平成24年）12月2日 - 事業をインヴァスト証券株式会社に譲渡。
- 2013年（平成25年）11月29日 - 金融商品取引業の事業廃止。商号を日本エネ製作株式会社に変更。
- 2015年（平成27年）8月 - 本社を東京都港区から川崎市高津区へ移転。

## システム障害
2011年（平成23年）7月25日に新取引システム「大富豪21」に移行したが、その後システムダウンを繰り返し、円高の進行する2011年（平成23年）8月1日深夜にもシステムダウンして、長時間にわたり取引できない状態が続き 8月3日14時頃に復旧した。なお一部の顧客は 8月8日まで取引できなかった。「大富豪システム」とはシンプレクス社が開発し、同社が提供するクラウドサービス「Voyager Trading Cloud（ボイジャー・トレーディング・クラウド）」上で運用されていた。
設計時の不備が原因で、システム稼動中に不要な処理が行われたことで他の一部の処理が滞留してしまい、サーバの容量が枯渇して、業務の継続のためシステムを停止したとしている。
顧客には 8月1日から 8月5日取引終了時点までの取引手数料を払い戻すなどの対応を行った。
このシステム障害に対して、10月14日に関東財務局から業務改善命令を受けている。
また、2013年11月にはシンプレクス社を相手取って36億円の損害賠償請求の訴訟を東京地方裁判所に起こした。